# Soaga
Soaga est une localité située dans le département de Boussouma de la province du Sanmatenga dans la région Centre-Nord au Burkina Faso.

## Géographie
Important village du sud du département, Soaga est situé à 15 km à l'est de Korsimoro, à 20 km au sud-est de Boussouma, le chef-lieu du département, et à 40 km au sud-est du centre de Kaya, la principale ville de la région. Le village est à 2,5 km au nord de la route régionale 2 reliant Korsimoro à Boulsa et à 3,5 km à l'ouest de la route régionale 7 reliant Boussouma au sud-est du département.

## Éducation et santé
Soaga accueille depuis 2020 un centre de santé et de promotion sociale (CSPS) avec une maternité tandis que le centre médical avec antenne chirurgicale (CMA) se trouve à Boussouma et que le centre hospitalier régional (CHR) est à Kaya.
Soaga possède une école primaire privée.